# جیووانی بیا
جیووانی بیا (انگلیسی: Giovanni Bia؛ زادهٔ ۲۴ اکتبر ۱۹۶۸) بازیکن فوتبال اهل ایتالیا است.
از باشگاه‌هایی که در آن بازی کرده‌است می‌توان به باشگاه فوتبال اینتر میلان، باشگاه فوتبال پروجا، باشگاه فوتبال کوزنتسا کالچو، باشگاه فوتبال پارما، باشگاه فوتبال بولونیا، باشگاه فوتبال برشا، باشگاه فوتبال اودینزه، باشگاه فوتبال سن-اتین، باشگاه فوتبال رجانا، و باشگاه فوتبال ناپولی اشاره کرد.